# カーゴルックス・イタリア
カーゴルックス・イタリア（英語：Cargolux Italia）は、イタリアのヴィッツォーラ・ティチーノに本社を置く貨物航空会社で、カーゴルックス航空（ルクセンブルク）の子会社。2008年12月に設立し、翌年2009年の6月から運航を開始した。ミラノ・マルペンサ空港をハブとしている。

## 運航路線
カーゴルックス・イタリアは現在、以下の地点に就航している。日本では成田国際空港と関西国際空港に就航しているが、先に就航したのは関西（2010年）で、成田便はその5年後に開設された。 
- 香港
- 鄭州
- アビジャン
- キンシャサ
- タリン
- アクラ
- ミラノ
- ナイロビ
- クウェート
- リガ
- ヴィリニュス
- ルクセンブルク
- バマコ
- ラゴス
- ポートハーコート
- ブラザヴィル
- ノヴォシビルスク
- ヨハネスブルグ
- イスタンブール
- ドバイ
- ロンドン・スタンステッド
- 東京[3]
- 大阪（2013年より、週2便から週3便に増便[4][5]。なお、関西発の便は香港経由である[5]。）

なお、同社は現在、日本貨物航空と提携してコードシェア運航も行なっている。

## 保有機材
2019年8月現在、同社が保有している機材は4機のボーイング747-400Fのみである。

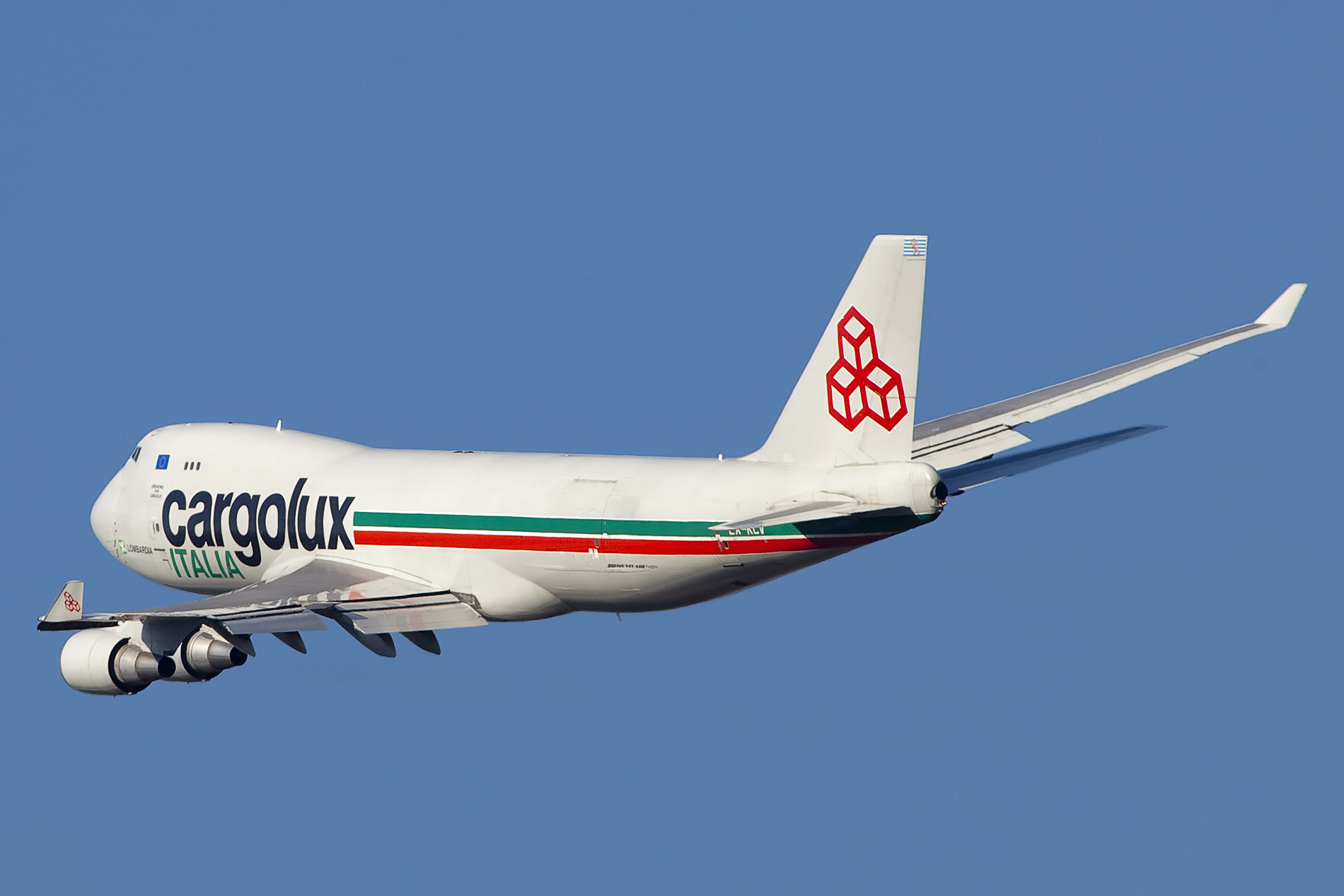
旧塗装の747-400F
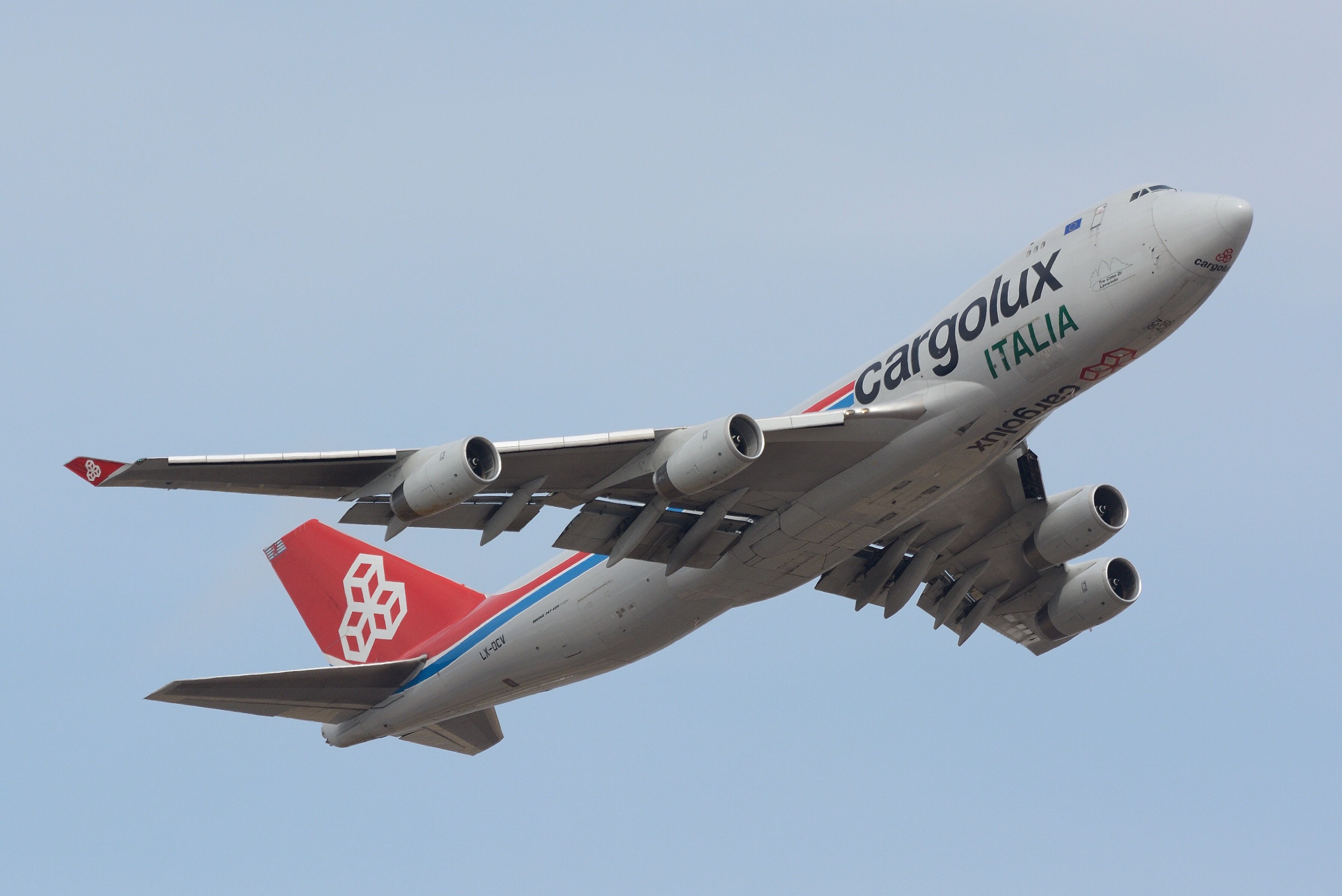
新塗装の747-400F